# Saint-Genis-Laval
Saint-Genis-Laval és un municipi francès, situat a la metròpoli de Lió i a la regió de Alvèrnia - Roine-Alps. L'any 2007 tenia 20.313 habitants.

## Demografia

### Població
El 2007 la població de fet de Saint-Genis-Laval era de 20.313 persones. Hi havia 7.828 famílies de les quals 2.126 eren unipersonals (808 homes vivint sols i 1.318 dones vivint soles), 2.239 parelles sense fills, 2.607 parelles amb fills i 856 famílies monoparentals amb fills.
La població ha evolucionat segons el següent gràfic:
Habitants censats

### Habitatges
El 2007 hi havia 8.362 habitatges, 7.955 eren l'habitatge principal de la família, 77 eren segones residències i 329 estaven desocupats. 3.724 eren cases i 4.605 eren apartaments. Dels 7.955 habitatges principals, 4.957 estaven ocupats pels seus propietaris, 2.802 estaven llogats i ocupats pels llogaters i 197 estaven cedits a títol gratuït; 197 tenien una cambra, 670 en tenien dues, 1.609 en tenien tres, 2.542 en tenien quatre i 2.937 en tenien cinc o més. 6.398 habitatges disposaven pel capbaix d'una plaça de pàrquing. A 3.881 habitatges hi havia un automòbil i a 3.160 n'hi havia dos o més.

### Piràmide de població
La piràmide de població per edats i sexe el 2009 era:
| Homes | Edats   | Dones |
| ----- | ------- | ----- |
| 0     | 95 o +  | 16    |
| 32    | 90 a 94 | 64    |
| 52    | 85 a 89 | 116   |
| 88    | 80 a 84 | 112   |
| 200   | 75 a 79 | 300   |
| 292   | 70 a 74 | 264   |
| 324   | 65 a 69 | 384   |
| 404   | 60 a 64 | 400   |
| 620   | 55 a 59 | 604   |
| 660   | 50 a 54 | 768   |
| 720   | 45 a 49 | 852   |
| 644   | 40 a 44 | 800   |
| 632   | 35 a 39 | 748   |
| 684   | 30 a 34 | 704   |
| 648   | 25 a 29 | 620   |
| 581   | 20 a 24 | 528   |
| 788   | 15 a 19 | 752   |
| 752   | 10 a 14 | 708   |
| 616   | 5 a 9   | 616   |
| 548   | 0 a 4   | 572   |

## Economia
El 2007 la població en edat de treballar era de 13.315 persones, 9.451 eren actives i 3.864 eren inactives. De les 9.451 persones actives 8.649 estaven ocupades (4.389 homes i 4.260 dones) i 801 estaven aturades (402 homes i 399 dones). De les 3.864 persones inactives 1.079 estaven jubilades, 1.650 estaven estudiant i 1.135 estaven classificades com a «altres inactius».

### Ingressos
El 2009 a Saint-Genis-Laval hi havia 7.982 unitats fiscals que integraven 20.037,5 persones, la mediana anual d'ingressos fiscals per persona era de 22.552 €.

### Activitats econòmiques
Dels 1.159 establiments que hi havia el 2007, 33 eren d'empreses extractives, 16 d'empreses alimentàries, 11 d'empreses de fabricació de material elèctric, 58 d'empreses de fabricació d'altres productes industrials, 120 d'empreses de construcció, 303 d'empreses de comerç i reparació d'automòbils, 42 d'empreses de transport, 48 d'empreses d'hostatgeria i restauració, 39 d'empreses d'informació i comunicació, 67 d'empreses financeres, 47 d'empreses immobiliàries, 183 d'empreses de serveis, 139 d'entitats de l'administració pública i 53 d'empreses classificades com a «altres activitats de serveis».
Dels 207 establiments de servei als particulars que hi havia el 2009, 1 era una oficina d'administració d'Hisenda pública, 1 gendarmeria, 1 oficina de correu, 9 oficines bancàries, 1 funerària, 20 tallers de reparació d'automòbils i de material agrícola, 2 tallers d'inspecció tècnica de vehicles, 2 establiments de lloguer de cotxes, 4 autoescoles, 8 paletes, 22 guixaires pintors, 13 fusteries, 20 lampisteries, 22 electricistes, 6 empreses de construcció, 19 perruqueries, 2 veterinaris, 3 agències de treball temporal, 26 restaurants, 13 agències immobiliàries, 3 tintoreries i 9 salons de bellesa.
Dels 92 establiments comercials que hi havia el 2009, 1 era un hipermercat, 1 un supermercat, 1 una gran superfície de material de bricolatge, 2 botigues de més de 120 m², 5 botiges de menys de 120 m², 9 fleques, 6 carnisseries, 1 una botiga de congelats, 5 llibreries, 28 botigues de roba, 1 una botiga d'equipament de la llar, 5 sabateries, 2 botigues d'electrodomèstics, 2 botigues de mobles, 6 botigues de material esportiu, 1 un drogueria, 5 perfumeries, 6 joieries i 5 floristeries.
L'any 2000 a Saint-Genis-Laval hi havia 29 explotacions agrícoles que ocupaven un total de 336 hectàrees.

## Equipaments sanitaris i escolars
El 2009 hi havia 1 hospital de tractaments de curta durada, 2 hospitals de tractaments de mitja durada (seguiment i rehabilitació), 7 farmàcies i 3 ambulàncies.
El 2009 hi havia 2 escoles maternals i 6 escoles elementals. A Saint-Genis-Laval hi havia 3 col·legis d'educació secundària, 1 liceu d'ensenyament general i 2 liceus tecnològics. Als col·legis d'educació secundària hi havia 843 alumnes, als liceus d'ensenyament general n'hi havia 1.295 i als liceus tecnològics 115.
Saint-Genis-Laval disposava d'un centre de formació no universitària superior de formació sanitària.

## Poblacions més properes
El següent diagrama mostra les poblacions més properes.